# Бицы
Бицы — покинутый аул в Галанчожском районе Чечни.

## География
Аул Бицы расположен к юго-западу от районного центра Галанчож.
Ближайшие развалины аулов: на северо-западе — аулы Акка и Чиконди-Паде, на северо-востоке — аулы Мачи и Чууш, на юго-западе — аул Зенгали, на востоке — аул Кереты,.

## История
Аул Бицы был ликвидирован в 1944 году после депортации чеченцев. После восстановления Чечено-Ингушской АССР в 1956 году чеченцам было запрещено селиться в данном районе.

## Архитектура
В ауле упомянуты памятники чеченской башенной архитектуры, жилые башни:
- МIежин-гӏала
- Паскош-гӏала
- Кейн-гӏала
- Тазойн-гӏала
- Хастиг-гӏала
- Амиен-гӏала